# جهود السلام في اليمن
جهود السلام اليمنية تشير إلى المقترحات والمفاوضات لتهدئة الأزمة اليمنية عن طريق ترتيب مخطط نقل السلطة في البلاد، وفي وقت لاحق تلك المحاولات لوقف إطلاق النار خلال الحرب الأهلية اليمنية.

## المصالحة في ثورة الشباب

### محاولات الوساطة في 2011
في أبريل، حاول مجلس التعاون الخليجي التوسط في الثورة الشبابية 2011 ، وصياغة مقترحات عديدة لانتقال السلطة. بحلول نهاية الشهر، أشار صالح انه سيقبل الخطة وسيغادر السلطة بعد شهر من توقيع الاتفاقية التي نصت على تشكيل حكومة وحدة وطنية في الفترة التي تسبق الانتخابات. على الرغم من رفض المتظاهرين للصفقة، منتقدين الأحكام التي تمنح الحصانة لصالح من الملاحقة القضائية والتي تطلب من المعارضة للانضمام مع صالح ووزرائه في حكومة وحدة وطنية، واتفق زعماء المعارضة في نهاية المطاف للتوقيع على المبادرة. بحلول نهاية الشهر، على الرغم من تراجع صالح وأعلنت الحكومة انه لن يوقع على الاتفاقية، وعلقت المبادرة من مجلس التعاون حتى وقت آخر .
في أوائل شهر مايو، أشار مسؤولون ان صالح سوف يوقع على الاتفاق، والمعارضة اتفقت على التوقيع كذلك إذا وقع صالح شخصيا بصفته رئيسا للبلاد. ومع ذلك، صالح مرة أخرى قال ان الاتفاق لا يتطلب توقيعه، وعلقت احزاب المعارضة متهمة صالح بسوء النية. و تصاعدت الاحتجاجات واعمال العنف في البلاد بعد تراجع صالح الثاني عن التوقيع .
في أواخر مايو، تلقى زعماء المعارضة ضمانات بأن صالح سيوقع على الخطة، ووقعت المعارضة على صفقة وكان من المقرر أن الرئيس يوفع كذلك. لكن صالح مرة أخرى قرر عدم التوقيع، وفي 22 مايو حاصر أنصار صالح مبنى سفارة الإمارات العربية المتحدة في صنعاء، والدبلوماسيين الدوليين (بما في ذلك الأمين العام للأمم المتحدة) وأرسلت الحكومة طائرة هليكوبتر لنقلهم إلى القصر الرئاسي .
في 23 نوفمبر 2011، جرى في الرياض في المملكة العربية السعودية التوقيع على الخطة للانتقال السياسي، الذي كان قد رفضه صالح سابقا. وأخيراً وافق على نقل سلطات الرئاسة قانونا إلى نائبه عبد ربه منصور هادي في غضون 30 يوما، وتقام الانتخابات رسميا في 21 فبراير 2012 ، مقابل منح صالح الحصانة من الملاحقة القضائية له ولأسرته.

### اتفاق تنحي صالح وانتخابات الرئاسة
في 21 فبراير 2012، وافق مجلس النواب اليمني منح قانون الحصانة . ورشح نائب الرئيس هادي كمرشح وحيد للانتخابات الرئاسية المقبلة. غادر صالح اليمن في اليوم التالي لتلقي العلاج الطبي في الولايات المتحدة 
عقدت الانتخابات 21 فبراير 2012. شارك فيها 65 % من الناخبين، وفاز هادي بنسبة 99.8% ، أدى اليمين الدستورية في 25 فبراير 2012 ، وانتهى حكم صالح عن السلطة رسمياً، الذي حكم البلاد لمدة 33 سنه .

## محاولات وقف إطلاق النار في الحرب الأهلية

### هدنة 12-17 مايو
في 8 مايو، أعلن السعودية هدنة لمدة خمسة أيام، تبدأ الثلاثاء 12 مايو. في وقت لاحق من نفس اليوم ألقت طائرات سعودية منشورات في محافظة صعدة تحذر من غارات جوية في جميع أنحاء المنطقة.
ومع بداية الهدنة في 13 مايو، قالت وكالات إغاثة إنسانية أنها تحاول إيصال مساعدات إلى اليمن بعد بدء سريان وقف إطلاق النار في اليمن، ورست السفن التي تحمل الإمدادات الإنسانية في ميناء الحديدة الذي يسيطر عليه مسلحي الحوثي،  وقال الملك سلمان أن بلاده ستقدم 540 مليون دولار للمساعدات الإنسانية في اليمن.
في الخميس 14 مايو قالت وزيرة الإعلام اليمنية ورئيسة اللجنة العليا للإغاثة، نادية عبد العزيز السقاف، إن 7 سفن تحمل دقيقاً ومساعدات طبية ومشتقات نفطية وصلت إلى الموانئ اليمنية. ثلاثة منها إلى ميناء الحديدة وواحدة إلى ميناء عدن واثنتين منها إلى ميناء المكلا، والأخيرة إلى ميناء المخاء. وأكدت السقاف دخول 18 قاطرة تحمل مشتقات نفطية عبر منفذ الوديعة وتم نقل عدد من موظفي الأمم المتحدة والصليب الأحمر ومنظمات دولية عبر مطار صنعاء، وتم إجلاء رعايا إثيوبيين عبر مطار جازان الإقليمي ودخلت طائرات تحمل مواد إغاثية ومساعدات طبية إلى اليمن.
وشهدت محافظة الضالع اشتباكات متقطعة بين اللجان الشعبية والمسلحين الحوثيين، مما أعاق وصول المساعدات الإنسانية للمتضررين،  وشهدت مدينة تعز، اشتباكات مسلحة عنيفه، حيث قتل 12 مدنيا على الأقل في اليوم الرابع من الهدنة، وقصف الحوثيون بالسلاح الثقيل والقذائف أحياء عدة في تعز ما أوقع 12 قتيلا و51 جريحا في صفوف المدنيين، وفقا لوكالة الصحافة الفرنسية، وأسفرت المعارك التي تكثفت خلال الليل عن سقوط 26 قتيلا في صفوف الحوثيين والقوات الموالية لعلي عبد الله صالح، و14 في صفوف اللجان الشعبية في المدينة.

### مؤتمر جنيف
أعلن الأمين العام للأمم المتحدة بان كي مون في 20 مايو 2015 عن بدء محادثات مؤتمر جنيف بشأن اليمن في نهاية مايو، الحكومة اليمنية المتمركزة في الرياض قد رفضت المشاركة في المحادثات التي كان مقرر اجراؤها في 28 مايو، وأعلنت تمسكها بضرورة تطبيق قرار مجلس الأمن التابع للأمم المتحدة رقم 2216. وطالب الحوثيين وقف الحرب عليهم كشرط لدخولهم المفاوضات في جنيف، وتأجل الموعد حتى 14 يونيو ومن ثم حتى 16 يونيو،  وأفتتح الأمين العام للأمم المتحدة بان كي مون محادثات السلام اليمنية في جنيف الأثنين 16 يونيو بالدعوة إلى وقف إطلاق النار لأسباب إنسانية، ولا يزال الطرفان يرفضان خوض أي مباحثات مباشرة. ورفض الحوثيين الحوار مع حكومة الرئيس عبد ربه منصور هادي، وطالبوا بالتحاور مع السعودية مباشرة، التي تقود عمليات عسكرية ضد الحوثيين وحلفائهم من الجيش، وأعلن الرئيس اليمني أن النقاش مع الحوثيين وحلفائهم في جنيف سينحصر في القرار الدولي 2216 الداعي إلى انسحابهم من المناطق التي سيطروا عليها.
وفي 19 يونيو قال وزير الخارجية اليمني إن المفاوضات أنتهت دون التوصل لأي إتفاق.

### ديسمبر 2015
أعلن وقف لإطلاق النار بدأ في 15 ديسمبر مع بدء جولة جديدة من محادثات جنيف بين الحوثيين والحكومة برعاية الأمم المتحدة، وجرى تبادل للأسرى في منطقة يافع بمحافظة الضالع بين الحكومة والحوثيين.
وأستمرت المواجهات العنيفة بين الطرفين في كل من تعز ومأرب وشبوه والجوف وفتحت جبهة جديدة للمعارك في حجة.

### مفاوضات الكويت
أنتقل وفدين من طرفي النزاع اليمنيين إلى الكويت لبدء مفاوضات برعاية الأمم المتحدة، إلاّ أن وفد الحوثيون صالح تأخر عن الحضور ثلاثة أيام بحجة عدم الالتزام بالهدنة على الرغم أن تقرير لجنة الرقابة على وقف إطلاق النار أدانت الحوثيون وقوات الحرس الجمهوري لعدم الالتزام بوقف إطلاق النار، وتعاقبت جلسات الحوار دون التوصل إلى أي اتفاق نتيجة تمسك الجانب الحكومي بتنفيذ قرار مجلس الأمن 2216 بحسب التسلسل المعلن قابلة رفض جماعة الحوثيون صالح وطلب تعديل تراتبية النقاط الخمس الواردة في قرار مجلس الأمن والبدء بإجراء التعديلات السياسية قبل الانسحاب من المدن وتسليم السلاح للدولة، ويصر الحوثيين على عدم التوقيع على أي تفاهمات إلا بعد وقف الغارات الجوية لقوات التحالف الذي تقوده السعودية وتثبيت الوقف الشامل لإطلاق النار.

### مساعي ولد الشيخ
التقى مبعوث الأمم المتحدة الخاص لليمن إسماعيل ولد الشيخ أحمد في القاهرة مسؤولين في حزب المؤتمر الشعبي العام - الذي يرأسه صالح - لبحث التوصل إلى حل سياسي للصراع في اليمن.

### الوساطة العمانية
توجه وفد للحوثيين وصالح إلى مسقط في 8 أغسطس للقاء المبعوث الأممي لليمن، الذي يبحث وقف إطلاق النار وذلك في الوقت الذي تتراجع فيه سيطرة الحوثيين وصالح على مناطق واسعة جنوب ووسط اليمن.